# Neem de metro, mama!
Neem de metro, mama! is een single van het toenmalige echtpaar Joke Bruijs & Gerard Cox. Het nummer lijkt een uitgave ter gelegenheid van de viering van de opening van het traject van de Oost-westlijn (later omgedoopt tot Calandlijn) tussen Coolhaven en Marconiplein. Het is vooralsnog onbekend wie het nummer geschreven heeft.
De B-kant was Ben je in Rotterdam geboren geschreven door Willy van Hemert en Joop de Leur. Het is hier door Cox alleen gezongen. Cox nam het echter in 1979 al op voor het album met dezelfde titel. Daarop onder meer ook liedjes van Peter Blanker. Het liedje van Cox mocht van Ariola, toenmalig platenlabel van Cox opgenomen worden in deze verzameling van Dureco. Muziekproducent voor dit nummer was Aad Klaris, Cox' producer bij toekomstig label EMI Nederland
Beide liedjes komen voor op diverse verzamelalbums gewijd aan liedjes over Rotterdam, dan wel bekende Nederlandse liedjes in het algemeen.
Het plaatje werd geen hit.